# Luca Valerio
Luca Valerio   (Nàpols, 1552 (Gregorià) - Roma, 17 de gener de 1618) va ser un matemàtic italià a començaments del segle xvii, conegut sobretot pel seu treball sobre el centre de gravetat dels sòlids.

## Vida
Luca Valerio va néixer a Nàpols el 1552 fill de Giovanni Valeri de Ferrara i de Giovanna Rodomano d'origen grec. Res es coneix de la seva infància, però se suposa que la va passar a l'illa de Corfú on la família de la seva mare eren membres de la noblesa, en un ambient, doncs, grec.
A partir de 1570, va estudiar al Collegio Romano de Roma on va tenir com a professor a Clavius. En obtenir la seva titulació va romandre a Roma on donà classes de retòrica i de grec al Collegio Greco i també classes privades. Entre els seus alumnes privats es compta Ippolito Aldobrandini (qui anys després seria el papa Climent VIII). El 1590, durant un viatge a Pisa, va conèixer Galileo Galilei amb qui establirà una cordial relació epistolar que durarà fins al 1616 en que s'interromprà bruscament pel des-encontre que s'explica més avall.
A partir de 1591, té un càrrec a la Biblioteca Vaticana de conservador de manuscrits grecs, que compatibilitza amb tasques de professor. Primer al Collegio Greco i a partir de 1600 a la Universitat de Roma. El 1612 s'incorpora com a membre de l'Accademia dei Lincei.
El 1616, en decretar-se pel Vaticà la falsedat de les teories heliocèntriques de Galileu, demana la seva baixa voluntària de l'Accademia dei Lincei que li és refusada i és acusat de traïdor pels altres membres de l'acadèmia, trencant-se definitivament la seva relació amb Galileu.

## Obra
La seva obra principal és De centro gravitatis solidorum (Roma, 1604) en la que, seguint els mètodes d'Arquimedes, determina els volums i els centres de gravetat dels sòlids de revolució i dels seus segments. En fer aquests càlculs, inicia el camí que portarà al càlcul infinitesimal, ja que comença a introduir el concepte de límit.
També va publicar altres dos llibres: 
- 1582 Subtilium indagationum seu quadratura circuli et aliorum curvilineorum[6] que va atraure força l'interès de Galileu i,
- 1606 Quadratura parabolae[7]